# Inteligencja zbiorowa

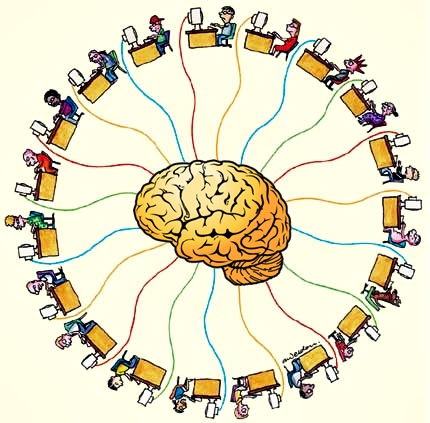
Inteligencja zbiorowa

Inteligencja zbiorowa (ang. collective intelligence, collective IQ') – termin, który powstał w połowie lat 80 XX wieku. Przy badaniu procesu zbiorowego podejmowania decyzji i podejmowaniu decyzji konsensusu, gdzie przy zbiorowej inteligencji grupy, zdolność do znalezienia rozwiązania problemu jest lepsza niż najlepsze rozwiązania indywidualne w tej grupie.
Pojęcie to występuje też w politologii, recenzji naukowej, rynku prognostycznym, informatyce (wolne oprogramowanie), mediach społecznościowych, crowdsourcingu, eksploracji danych oraz w literaturze science fiction. W kontekście Web 2.0, pojęcie inteligencji zbiorowej odnosi się do działań o dużym stopniu współpracy między użytkownikami i do „wartości dodanej”, która z tych działań wynika.
Zbiorowa inteligencja jest również przypisywana bakteriom i zwierzętom.
Filozof Pierre Lévy uważa zbiorową inteligencję jako „formę powszechnie rozproszonej inteligencji, stale ulepszanej, skoordynowanej w czasie rzeczywistym i widocznej w efektywnym wykorzystaniu umiejętności”, gdzie każda istota ludzka ma pewną wiedzę, ale żaden człowiek nie posiada całej wiedzy o wszystkim. Lévy uważa projekt inteligencji zbiorowej za „projekt humanistyczny”, grający istotną rolę w społeczeństwie obywatelskim m.in. dzięki zwiększonemu dostępowi do wiedzy.
W roku 2001 Tadeusz Szuba z Akademii Górniczo-Hutniczej, zaproponował formalny model fenomenu inteligencji zbiorowej. Ta teoria została opublikowana w całości w książce Computational Collective Intelligence (w serii książek o przetwarzaniu równoległym i dystrybuowaniu Wiley, 420 stron, Wiley NY, 2001).